# 德吉才仁
德吉才仁（藏語：བདེ་སྐྱིད་ཚེ་རིང，威利转写：sde-skyid tshe-ring，1901年—1981年1月12日）又名索南卓玛（藏語：བསོད་ནམས་སྒྲོལ་མ，威利转写：bsod-nams sgrol-ma），藏族，青海省平安县人，达赖喇嘛·丹增嘉措的母亲。

## 生平
德吉才仁早年同祁却才仁结婚，育有16个子女，其中7名得以长大成人，其他均夭折。在这7人中，其中3个儿子被确认为活佛。她大力协助他的儿子，后来参与成立西藏流亡政府。

## 著作
- Le Dalaï-lama, mon fils : l'Histoire d'une mère, G. Trédaniel, 2000 ISBN 2844451926、9782844451927